# Marion Butler
Marion Butler (Clinton, 1863. május 20. – Takoma Park, 1938. június 3.) az Amerikai Egyesült Államok szenátora (Észak-Karolina, 1895–1901).